# Ribni Ezera
Ribni Ezera (bulgariska: Рибни Езера) är sjöar i Bulgarien.   De ligger i regionen Kjustendil, i den västra delen av landet, 70 km söder om huvudstaden Sofia. Ribni Ezera ligger 2 456 meter över havet.
Trakten runt Ribni Ezera består i huvudsak av gräsmarker. Runt Ribni Ezera är det ganska glesbefolkat, med 25 invånare per kvadratkilometer.